# E511
För andra betydelser, se E511 (olika betydelser).
E511 eller Europaväg 511 är en 100 kilometer lång europaväg som går från Courtenay till Troyes i Frankrike.

## Sträckning
Courtenay - Sens - Troyes

## Standard
Vägen är motorväg hela sträckan (A19, A5).

## Anslutningar till andra europavägar
- E60
- E15
- E54
- E17